# 伊朗盲條鰍
伊朗盲條鰍（學名：Eidinemacheilus smithi）為輻鰭魚綱鯉形目條鰍科盲條鰍屬的其中一種，被IUCN列為易危保育類動物，分布於亞洲伊朗札格洛斯山脈卡倫河流域，體延長而側扁，無眼，體淡粉紅色，體長可達5.5公分，棲息在高海拔地下洞穴底層水域，生活習性不明。

## 扩展阅读
維基物種上的相關：伊朗盲條鰍